# América Televisión
América Televisión (cunoscută și ca America-TV) este o rețea de televiziune peruană fondată în 15 decembrie 1958 de către Antonio Umbert F., Nicanor Gonzalez V. și Avelino Aramburu.